# كريس جيريكو
كرستوفر كيث إرفين (بالإنجليزية: Christopher Keith Irvine)‏ (ولد 9 نوفمبر 1970) يشتهر باسمه في الحلبات كريس جيريكو مولود أمريكي كندي الأصل مصارع محترف. كذلك عمل
في التلفاز والمسرح والراديو وموسيقى الروك. يصارع حاليًا في اتحاد AEW ، عرف جيركو كذلك بظهوره في شركة ورلد تشامبيونشيب ريسلينغ المعروفة بـ (WCW) وشركة Extreme Championship Wrestling المعروفة بـ (ECW) في كندا والمكسيك واليابان.
كجزء من WWE يعرف انه أول بطل «أندسبيوتد» Undisputed، وفاز ببطولة القارات WWE Intercontinental Championship برقم قياسي تسع مرات، ستة مرات بطل العالم. ويشتهر بفرقته الموسيقية Fozzy ومن أشهر اغانيه Enemy و Sandpaper و Judas وهي الأغنية التي اتخذها كأغنية دخول للحلبة في اتحاد AEW

## مسيرته المهنية في المصارعة الحرة

### الفترة (1990-1996)
بعد سنة من التخرج من الجامعة، تم وضع إرفين في الحلبة تحت إدارة بوب هولدي. عندما ناهز التاسعة عشر دخل في مدرسة بوب هولدي لتعليم المصارعة، كان يحلم ان يكون لاعب كرة سلة في نادي برشلونة الإسباني، وفي أول يوم له قابل "لانس إيفر" Lancرم"، وبقي الاثنان صديقان مقربان حتى هذا اليوم، بعد شهران كان جاهزًا للمصارعة في عروض مستقلة وقام بأول ظهور له في أكتوبر 1990 وأنتهت المباراة بالتعادل بينه وبين لانس، اشترك الاثنان كفريق واسمياه "Sudden Impact" معناه "الاصطدام المفاجئ".
عمل جيركو وستورم مع «طوني كونديلو» Tony Condello ومعهما المصارع المستقبلي آدم كوبلند المعروف بـ (إيدج) وجيسون ريسو Jason Reso المعروف بـ (كرستن كيج) وتيري جيرين المعروف بـ (راينو). كذلك صارع الاثنان في شركة Calgary's Canadian National Wrestling Alliance في كندا. وشاركا في عدة شركات في المكسيك واليابان فحازا على عدة بطولات للفرق.

### إي سي دبليو
لعب جيركو في اتحاد ECW مدة قصيرة حيث انتقل جيركو إلى اتحاد ECW وحمل لقب ECW World Television Championship
من المصارع Pitbull #2. في يونيو 1996 في اتحاد ECW لعب جيركو ضد Taz, Sabu, Rob Van Dam
Shane Douglas ولفت جيركو في هذا الوقت انتباه اتحاد WCW

### ورلد تشامبيونشيب ريسلينغ(1996-1999)

#### بطولة كروزر ويت (1997-1998)

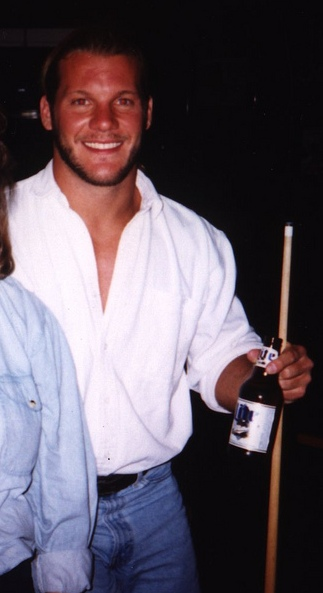
جيركو بعد أنتهاء عرض نيترو عام 1998

في 26 أغسطس 1996 قام جيركو بأول ظهور له في WCW، وفي 15 سبتمبر ظهر في أول عرض خاص pay-per-view في مباراة ضد كريس بنوا. في 28 يونيو 1997 جيركو هزم «سايكس» ليحصل على أول بطولة كروزوي، وفاز بنفس البطولة مرة أخرى في 12 أغسطس 1997 عندما هزم «أليكس رايت».
بدأ جيركو التصرف كوغد في WCW عندما فاز بالبطولة للمرة الثالثة، عندما هزم ري ميستيريو وأجبره على الاستسلام بالإخضاع Lion Tamer، بعد المباراة اعتدى جيركو على مستيريو وضربه بصندوق عدة واحتاج الأخير إلى ستة أشهر قبل العودة إلى الحلبات. بدأ جيركو بعدها عداءً قصيرًا مع «جوفنتف قريرو» Juventud Guerrera الذي كان يربح مبارايات عدة ليكون المنافس الأول لبطولة جيركو، وأدى هذا الأمر إلى إعلان مباراة البطولة ضد القناع (إذا خسر قريرو يجبر على خلع قناعه)، وفاز جيركو في المباراة.
بدأ جيركو عداءَ طويلاً مع «دين مالكينو» Dean Malenko، وكان جيركو يدعي أنه مصارع من الدرجة الأولى ولن يصارع مالكينو. خلال مباراة في 30 مارس 1998 بعد أن فاز جيركو على «مارتي جناتي» Marty Jannetty سحب جيركو كمية كبيرة من الورق تتضمن 1004 حركة مصارعة للاستهزاء بـ مالكينو وبدأ قراءتها للجمهور، وكان معظم هذه الضربات خيالية وبقية الضربات كانت أنواع من الـ Arm Bar. وفي 12 مارس 1998 ظهر مالكينو وهزم جيركو الذي كان يرتدي قناع قريرو.

#### بطل العالم للتلفزيون (1998-1999)
في أغسطس 10 هزم جيركو المصارع Stevie Ray ليفوز بلقب World Television Championship بعد مدة قصيرة بدأ جيركو يدعوا مراراً حامل لقب الوزن الثقيل في اتحاد WCW وهو Goldberg لمواجهته ومحاولة
في بدأ عداوة معه لكن جولدبيرج لم يلتفت له أبداً ولم ينافسه لكن بعدها بمدة وافق بيرج على قتاله ولعبا مباراة هزم فيها جيركو وخسر فرصته ليصبح واجهة الاتحاد. في 30 نوفمبر خسر جيركو لقبه ل Konnan في بداية عام 1999 دخل جيركو في عداوة
طويلة مع Perry Saturn في مهرجان WCW الشهري لعبا في مباراة من نوع Loser must wear a dress match في مهرجان SuperBrawl IX لعب جيركو مباراة من نوع dress match مع Saturn وهزمه مجدداً.
فاز Saturn أخيراً على جيركو في مهرجان Uncensored حيث كانت مباراة من نوع Dog Collar match.
لعب جيركو مباراته الأخيرة في WCW في عرض house show بتاريخ 21 يوليو حيث خسر لقب التاغ تيم هو و Eddie Guerrero ل Billy Kidman و Rey Mysterio.

### اتحادالمصارعة العالمية الترفيهية

#### البداية ومشكلة واي تو جيه (1999-2000)

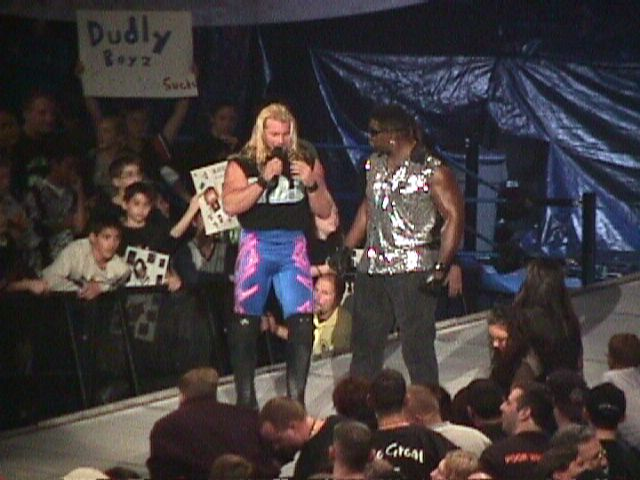
جيركو في سماك داون! عام 1999

لعب جيركو بين عدة إتحادات يابانية و WCW وقت واحد قبل أن يوقع عقده مع (World Wrestling Federation (WWF
وكما يقول جيركو في هوم فيديو Break Down the Walls انه استوحى فكرة ساعة العد التنازلي للألفية الجديدة التي ظهرت في أول ظهور له من مكتب البريد. وظهرت ساعة العد التنازلية في الشاشة عند ظهور جيركو لأول مرة في عرض الراو بتاريخ
9 أغسطس 1999 في مدينة شيكاغو بينما كان The Rock على الحلبة يقاطع برومو عن Big Show دخل جيركو القاعة وأعلن أن Raw is Jericho وأنه أتى لينقذ اتحاد الWWF كذلك أشار إلى نفسه باسم Y2J أي Year 2 Jericho استناداً على
مشكلة عام 2000 المسماة ب Y2K . بعد شهر قام جيركو بلعب مباراته الأولى ضد Road Dogg وخسرها بالDQ وذلك بعد أن قام بحركة Powerbomb على رود دوغ في الطاولة.
بدأ جيركو أول عداوة فعلية له ضد Chyna بعد أن خسر ضدها في مهرجان Survivor Series فاز جيركو بأول لقب له في WWF في مهرجان Armageddon يعدها تحالف جيركو مع Chyna وازدادت قدراته في المايك.

#### عداوته معكريس بنواوتكوين فريق معه (2000-2001)
خسر جيركو لقب القارات لحامل لقب European Champion وهو Kurt Angle في مهرجان No Way Out 2000 .
في 2 أبريل لعب جيركو مباراة ثلاثية مع كريس بنوا وانجل في WrestleMania 2000 في مباراة من نوع two-falls contest
على لقبي انجل وقد فاز جيركو بلقب European Championship في المرة الأولى وحصل كريس بنوا على لقب القارات بعد ان ثبت جيركو. خسر بعدها لقبه في الليلة التالية ل Eddie Guerrero في عرض الراو وذلك بعد ان خيانة Chyna له وانضمامها لايدي جيريو.
في حلقة راو بتاريخ أبريل 17 حقق جيركو لقب WWF Championship بعد ان هزم تربل اتش والسبب في ذلك كان عد الحكم Earl Hebner السريع أثناء تثبيت جيركو لكنه اضطر لاحقاً لتغيير قراره.
في عرض سماكداون بتاريخ 4 مايو
فاز جيركو بلقب القارات للمرة الثالثة بعد هزيمته لكريس بنوا ولكنه خسر اللقب بعد أيام قليلة في عرض الراو لكريس بنوا.وصل عداء تربل اتش وجيركو ذروته وذلك في مهرجان Fully Loaded بعد ان لعبا مباراة من نوع Last Man Standing match
خسر جيركو المباراة بفارق ثانية واحدة من تربل اتش مع المساعدة المتكررة لتربل اتش من زوجته Stephanie McMahon . مضت الأيام حتى Royal Rumble 2001 هزم جيركو كريس بنوا في مباراة Ladder match ليفوز بلقب القارات للمرة الرابعة.
في مهرجان Wrestlemania 17 نجح جيركو في الاحتفاظ بلقبه ضد William Regal ليخسره بعد أيام ضد تربل اتش.
في مهرجان Judgment Day استحق جيركو وكريس بنوا فرصة على لقب ال WWF Tag Team Championship
ضد ابطال الفرق اوستن وتربل اتش وبالفعل فازا باللقب في عرض الرو وتعرض تربل لإصابة خطيرة جعلته يغيب بقية السنة. احتفظا باللقب لشهر واحد حتى خسراه لفريق Dudley Boyz .
وفي الشهر الذي كان بدأت فيه King of The Ring تم الإعلان عن اسمي جيركو وكريس بنوا بأنهم سينافسوا حامل لقب WWF Championship ستيف اوستن في مباراة ثلاثية وفاز بها اوستن.

#### بطل WWE بلا منازع (2001-2002)
في الشهر التالي أصبح جيركو الشخصيى الرئيسية في سيناريو The Invasion بين الWWF , ECW ,WCW حيث كان جيركو مع الWWF على الرغم من المنافسة من قبل في WCW و ECW . لعب جيركو
في مهرجان No Mercy ضد Rob Van Dam في مباراة مؤهلة للعب على لقب WCW وفاز جيركو على فاندام. حقق جيركو لقب WCW بعد هزيمته لروك وفي الليلة التالية وضع مشاكلهما
جانباً ليفوزا بلقب التاغ تيم ضد Dudley Boyz . بعدما خسرا اللقب ل Test و Booker T ، واصل جيركو وروك عداوتهما ففي عرض الراو بتاريخ 5 نوفمبر هزم روك جيركو ليستعيد لقب الWCW
فأغضبت النتيجة جيركو فهاجم روك بالكرسي. في مهرجان Survivor Series 2001 تسبب جيركو بهزيمة روك وفريق WWF وذلك بعد مهاجمته لروك حيث كان روك في فريقه لتتغير شخصيته إلى المكروهة مرة أخرى.
في ديسمبر 9 في مهرجان2001 Vengeance حقق جيركو انتصاره التاريخي بهزيمته لاوستن وروك في الليلة نفسها ليحمل لقب الWCW من روك ولقب WWF من اوستن ليكون أول مصارع يحمل هذين اللقبين في وقت واحد.
مايجعله أول من يحمل لقب Undisputed WWF Championدافع جيركو عن لقبه بنجاح ضد روك في Royal Rumble وكذلك ضد اوستن في No Way Out إلى ان خسر ضد تربل اتش في الحدث الرئيسي
في مهرجان WrestleMania X8 . بعدما خسر لقبه أصبح جيركو كزء من روستر سماكداون وواصل عداوته مع تربل اتش وانتهت بفوز تربل اتش عليه في مهرجان Judgment Day 2002 .

#### الانتقال إلى عرض راو (2002-2004)

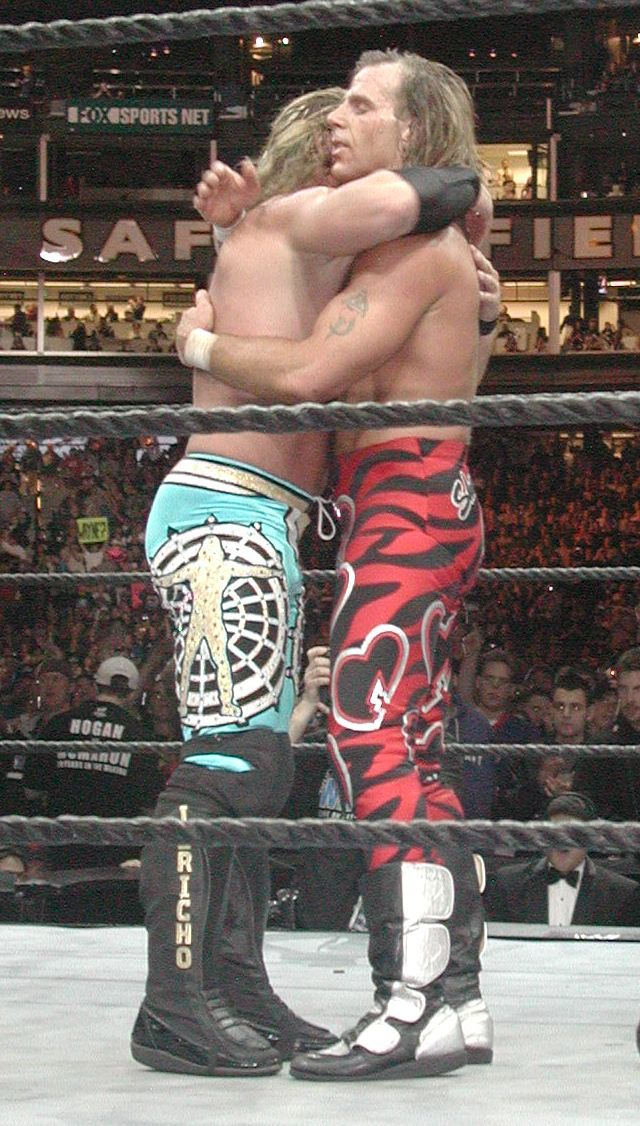
جيركو بعد مباراته مع شون مايكلز

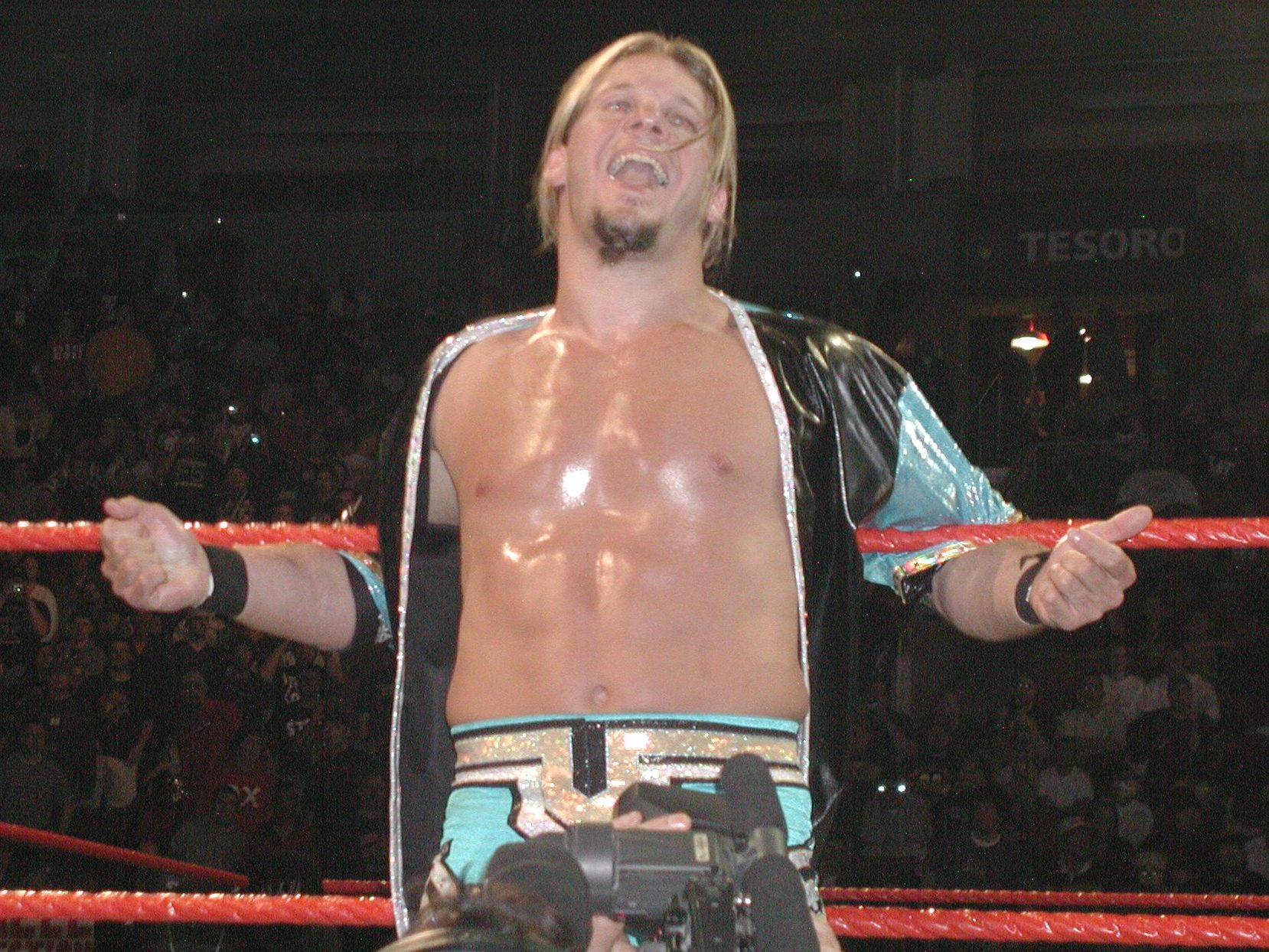
جيركو في دخلته لعرض الراو

تم نقل جيركو في عرض الDraft إلى راو حيث فاز بلقب القارات مرة أخرى بعد أن انتزعه من
Rob Van Dam. بعدها كون فريق مع Christian وبالفعل حققا لقب World Tag Team Championship
في 14 أكتوبر 2002 وخسراه في مهرجان Armageddon في مباراة مكونة من أربعة فرق تضم
The Dudley Boyz, Booker T , Goldust, William Regal , Lance Storm.
في 13 يناير فاز جيركو في مباراة over-the-top-rope challenge ضد Kane, RVD, Batista
ليختار الرقم الدخول الذي يريده في الرمبل ماتش وقد اختار الرقم 2 ليبدأ بقتال شون مايكلز الذي كان رقم 1 ليثبت مزاعمه بأن أفضل من مايكلز. تنكر كريستيان بشكل جيركو بينما هاجم جيركو الحقيقي مايكلز من الخلف واقصاه من المباراة. وقد ظل في الحلبة وقتاً أطول من أي مصارع آخر ليخرجه Test .
لعب جيركو ومايكلز مباراة أخرى في WrestleMania XIX فاز بها شون مايكلز لكن جيركو سدد ضربة منخفضة لمايكلز بعد انتهاء المباراة.
بعد هذا دخل جيركو في عداوة مع Goldberg في الحلقة الأولى من برنامج جيركو الخاص Highlight Reel حيث كان بيرغ الضيف واشتكى بأن لاأحد يريد بيرغ في الWWE وبدأ يهينه أسبوعاً تلو الآخر.
في عرض الراو بتاريخ 12 مايو حاول شخص مجهول أن يصدم Goldberg بسيارة لميوزين.
في الأسبوع التالي مدير عرض الراو «ستون كولد» ستيف اوستن استجوب العديد من مصارعي الRaw ليعرف من الذي أقدم على هذا الشيء أحد الذين استجوبوا كان Lance Storm الذي اعترف أنه كان المعتدي
ادخل ستون كولد ستورم في مباراة مع جولدبيرغ. بعد المباراة أجبر بيرغ ستورم على الإعتارف بأن جيركو وراء هذا
فلعب الاثنان مباراة قوية في مهرجان Bad Blood ولكن فاز بها جولدبيرغ كالمتوقع.
بعدها كون جيركو علاقة رومانسية مع المصارعة Trish Strauts وبسبب بعض الأمور انتهت علاقتهما ولكن بعد أن انقذ جيركو تريش من هجوم كين اتفقوا على أن بإمكانهم أن يكونوا صديقين فقط.
وغير ذلك شخصية جيركو إلى فيس أو محبوب. ولكن بعد أنا قام صديقه السابق كريستيان بتنفيذ حركة Walls of Jericho على تريش وذلك بعد ان تم وضع مباراة بينهما واغضب هذا جيركو مما أوصل إلى مباراتها في WrestleMania XX وقد فاز كريستين على جيركو بعد تدخل من تريش وبعد المباراة قالت تريش لجيركو انها وكريستين زوجان
ولعب جيركو مباراة handicap في BackLash 2004 ضد كريستين وتريش فاز بها جيركو.
وفاز جيركو بلقب القارات للمرة السابعة في مهرجان Unforgiven ضد كريستين وخسره ضد شيلتون بينجامين في مهرجان Taboo Tuesday عام 2004 .

#### ملاحقة البطولات والمغادرة (2004-2005)
لعب جيركو مع الفريق المكون من Randy Orton, Chris Benoit, Maven ضد الفريق المكون من
Triple H, Batista, Edge, Snitsky في مهرجان Survivor Series وكانت المباراة تنص على أن أي عضو
من الفريق الفائز سيكون GM لعرض الراو في ال4 اسابيع المقبلة وبالفعل فاز فريق جيركو
ليسلموا زمام الأمور في راو واستغل جيركو سلطته في تجريد تربل اتش من لقب الوزن الثقيل لأن
مباراته انتهت بالتعادل.
في مهرجان (New Year's Revolution (2005 لعب جيركو مباراة Elimination Chamber ضد
تربل اتش وبنوا وباتيستا وايدج واورتن وقد اقصي جيركو علي يد باتيستا.
في WrestleMania 21 شارك في مباراة Money in the Bank ladder match الأولى في تاريخ الWWE
ومع العلم هو من اقترح هذا المفهوم على الWWE . ولكنه خسر المباراة وفاز بها ايدج.
في مهرجان Backlash تحدى جيركو Shelton Benjamin على لقب القارات وخسر المباراة.
لعب جيركو في مهرجان ECW One Night Stand ضد صديقه القديم ستورم، وفاز ستورم بتدخل من
Justin Credible.
بعد شهر يونيو حاول جيركو الحصول على لقب الWWE من جون سينا وتغيرت شخصيته إلى المكروهة مجدداً
وخسر فرصته لحمل اللقب في مباراة ثلاثية مكونة من سينا وكريستين في مهرجان Vengeance .
وخسر مرة أخرى ضد سينا في SummerSlam . ظهر جيركو ظهوره الأخير في الWWE في الليلة التالية
في عرض رو بتاريخ 22 أغسطس حيث لعب ري ماتش مع سينا على اللقب ولكن هذه المرة
الخاسر يطرد وفاز سينا مجدداً وقام الGM ايريك بشوف بطرد جيركو ورافقه رجال الأمن إلى خارج القاعة.
وانتهى عقد جيركو مع الWWE في 25 أغسطس.

### العودة إلى WWE

#### عودة الأسطورة (2007-2009)

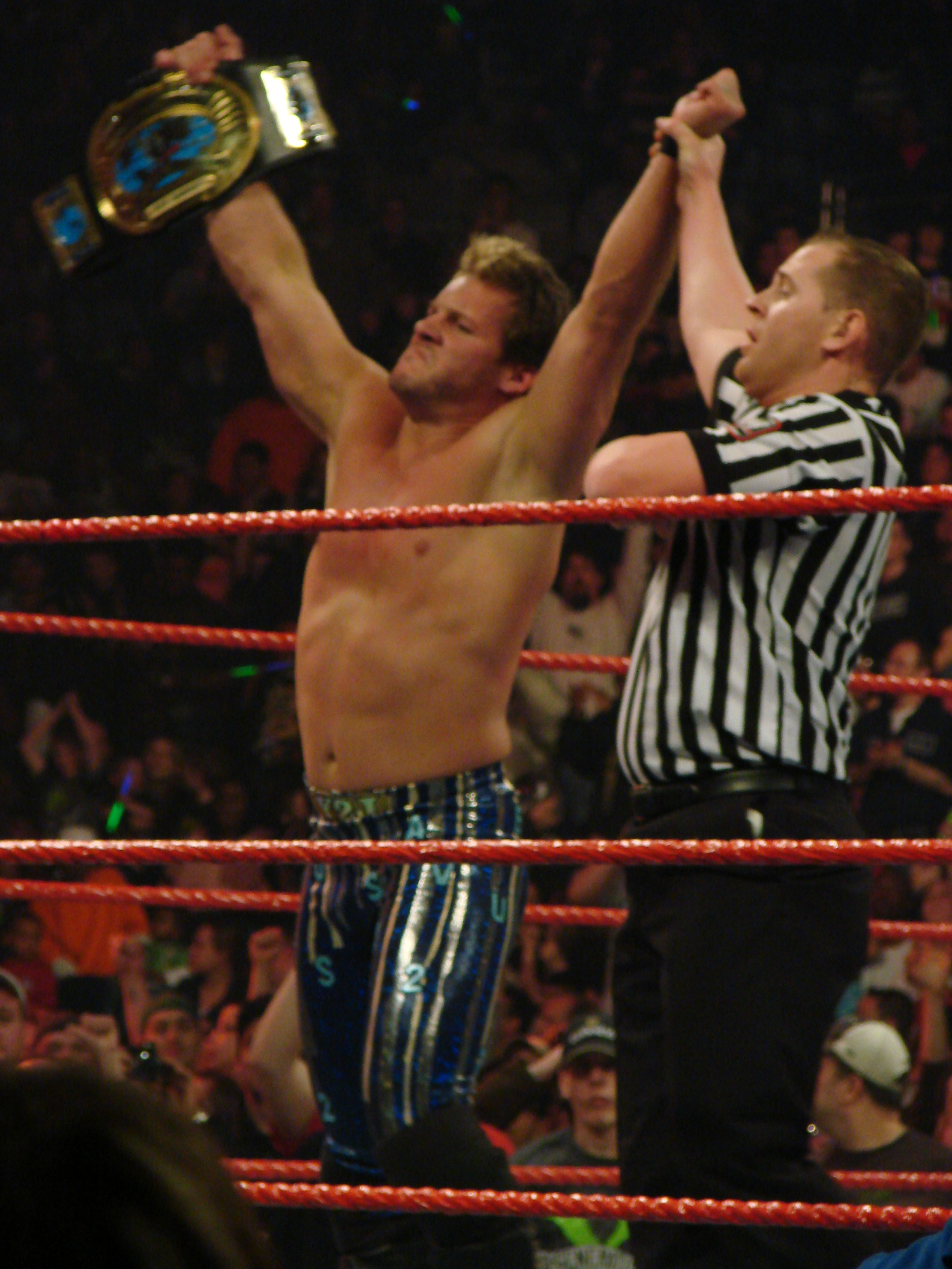
جيركو يحتفل بعد فوزه الثامن لبطولة القارات

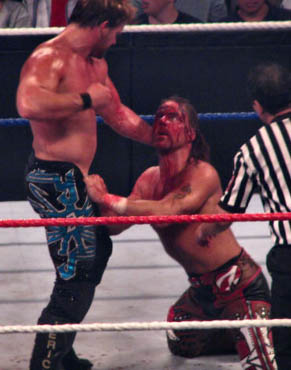
جيركو تسبب في اصابة شديدة ل شون مايكلز في 2008

بعد غياب طال لمدة سنتين عاد جيركو للWWE في عرض الراو بتاريخ 17 نوفمبر 2007
وذلك بعد ان ضرب حامل شعلة وقطع احتفال اورتن. وكشف جيركو عن نواياه بأنه يريد حمل لقب
الWWE وكذلك إنقاذ جماهير الWWE من اورتن مما جعل هذا يحول شخصيته إلى محبوب وفي
الأسبوع التالي هزم جيركو Santino Marella واظهر فينشره الجديد (Codebreaker).
وبالفعل حصل جيركو على فرصته للقب ففي مهرجان Armageddon 2007 نافس اورتن على لقب
الWWE وفاز بالمباراة بالDQ لكنه لم يفز باللقب وذلك بعد تدخل من المصارع JBL الذي كان معلقاً على
المباراة واحتفظ اورتن بلقبه. بعدها الراو التالي وبينما كان جي بي ال يعلن عن عودته للمصارعة تدق موسيقى
جيركو ويدخل الحلبة ليبدأ قتال مع جي بي ال وقام الحكام بإبعاد كل منهما عن الآخر. ما أوصل ذلك إلى مباراتهما
في Royal Rumble 2008 وخسر فيها جيركو بعض ضربه جي بي ال بالكرسي الحديدي. في حلقة راو
بتاريخ 10 مارس فاز جيركو بلقب القارات من جيف هاردي ليحمله ثامن مرة.
شارك جيركو في العداء المستمر بين شو مايكلز وباتيستا وعين كحكم في مباراة شون وباتيستا في
Backlash 2008 واثناء المباراة اختلق مايكلز تعرضه لإصابة في ركبته واستغل هذه الطريقة في الفوز على
باتيستا. وبعد المهرجان اتهم جيركو شون مايكلز بالغش ولكن مايكلز كان لايزال يلعب دور المصاب
وعندما اقتنع جيركو أخيراً بأن مايكلز مصاب واعتذر له لعدم تصديقه اعترف شون بأنه اختلق الموضوع
ولكن جيركو لم يصدق بأنه ليس مصاب فسدد شون فينشره Sweet Chin Music على جيركو. لعب
الاثنان مباراة في مهرجان Judgment Day 2008 وفاز بها شون مايكلز وتصافح الاثنان بعد ان انتهت المباراة.
في عرض الراو بتاريخ 9 يونيو استضاف جيركو شنو مايكلز في برنامجه The Highlight Reel واعتدى جيركو على مايكلز
بضربة منخفضة ثم دفع به إلى الشاشة التي في الحلبة واصيب مايكلز في عينه وذلك اعاده لشخصية الهيل
لأول مرة منذ 2005. خسر جيركو لقب القارات في مهرجان Night of Champions ضد كوفي كينغستون بعد تشتيت
جيركو من قبل مايكلز.في مهرجان Unforgiven تم وضع جيركو فيي الحدث الرئيسي بدلاً من سي ام بانك وذلك بعد اعتداء
اورتن على بانك وعدم قدرته على المشاركة وتمكن من الفوز بلقب الوزن الثقيل واحتفظ به في مهرجان No Mercy ضد مايكلز لكنه خسره في
مهرجان Cyber Sunday لباتيستا بعد 8 أيام استعاد جيركو اللقب. انتهت عداوة جيركو ومايكلز بعد مباراة Last Man Standing
قوية بينهما وفاز مايكلز على الرغم من تدخل JBL . احتفظ جيركو ببطولته حتى Survivor Series 2008.
في عرض الراو بتاريخ 12 يناير 2009 قامت نائب الرئيس التنفيذي Stephanie McMahon . ولكن تم توظيفه الأسبوع التالي
بعد ان اعتذر لها. لعب جيركو في مهرجان No way out في مباراة التشامبر لكنه خسر بعد إقصاءه على يد
ري مستيريو. بعد ذلك دخل جيركو في عداوة مع أربعة هول اوف فيمرز وهو Ric Flair, Roddy Piper, Jimmy Snuka, Ricky Steamboat
وقاد هذا إلى مباراته معهم جميعا في الWrestlemania 25 وكذلك بطل فيلم The Wrestler
Mickey Rourke , وهزمهم جيركو جميعاً ومن ثم استدعى Mickey Rourke الذي كان جزءً من العداوة ليقاتله
حيث كان موجوداً في طرف الحلبة ومن ثم أقصى Mickey Rourke جيركو بلكمة على الفك.
تم نقل جيركو إلى السماكداون في عرض الDraft , وحمل جيركو لقب القارات للمرة التاسعة
بعد هزيمته ري ميستيريو واحتفظ به حتى خسره في مهرجان The Bash.

#### فريق جير شو (2009-2010)

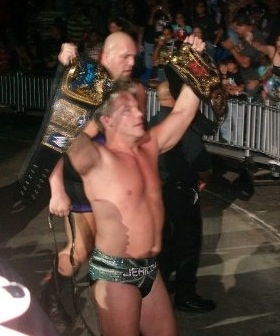
جيركو مع بيق شو

لا حقاً بعد بعض المهرجانات تمكن جيركو وشريكه في الفريق ايدج من الحصول على لقب
Unified Tag Team Championship ليفاجئوا الجميع بانتصارهما في المباراة، بعد وقت قصير
عاني ايدج من إصابة عندها أعلن جيركو أن هناك بند في عقده يسمح له باختيار شريك آخر له
ليحل مكان ايدج. في مهرجان Night of Champions 2009 كشف جيركو عن شريكه الجديد
وهو اضخم رياضي في العالم بيج شو ليتستعيدا اللقب من كودي رودز وتيد ديبياسي. احتفظ شو وجيركو
بلقبيهما في لقاءات مختلفة حيث نافسا JTG و Chad في مهرجان SummerSlam, وكذلك ضد
ام في بي ومارك هنري في مهرجان Breaking Point. وكذلك ضد باتيستا وري ميستيريو في Hell in a Cell.
ومن ثم تم الإعلان عن أن كلاً من جيركو وشو سينافسان اندرتيكر على لقب الوزن الثقيل في مهرجان Survivor Series
في مباراة ثلاثية وخلافاتهما على اللقب جعلت تيكر يفوز بالمباراة ويحتفظ بلقبه.
مر اليوم ال140 على احتفاظ جيركو وشو باللقب بخسارتهما من فريق DX في مهرجان TLC .
وجيركو جزء من روستر سماكداون لذلك كان لا يمكنه اللعب في عرض الراو الراو إلا كبطل
حيث لعب فريق Jeri-Show ضد DX مجدداً لكن تربل اتش ومايكلز استبعدا نفسيهما عمداً واحتفظا
بالألقاب لأن المباراة يجب ان تنتهي بالتثبيت أو الإستسلام وذلك لكي
يخسر جيركو المباراة وينتقل إلى السماكداون بحيث لايستطيع المشاركة مجدداً في عرض الراو
وهذا ما أدى إلى نهاية فريق Jeri-Show الرائع.

#### العداوات المختلفة والمغادرة للمرة الثانية (2010)
في مباراة Royal Rumble تم إقصاء جيركو من المباراة بواسطة إيدج وذلك بعد عودته بعد غياب
طال لمدة 6 أشهر. ولكن فاز جيركو بلقب الوزن الثقيل في مهرجان Elimination Chamber بعد ان هزم تيكر
وذلك بفضل تدخل شون مايكلز. في عرض الراو التالي قام ايدج حيث انه الفائز بالرمبل ماتش باختيار اللعب في المينيا
على لقب الوزن الثقيل ضد كريس جيركو. لعب جيركو ضد ايدج في WrestleMania XXVI وفاز جيركو لكن
فرحة الفوز لم تدم طويلاً حيث في عرض السماكداون بتاريخ 2 أبريل قام الفائز بالMoney in the Bank جاك سواغر
بصرف حقيبته ضد جيركو الذي كان ليس بكامل قواه بعد أن ضربه ايدج وبالفعل حقق سواغر اللقب.
ومن ثم لاحقاً لعب سواغر وايدج وجيركو مباراة ثلاثية على لقب
الوزن الثقيل ونجح سواغر بالاحتفاظ بلقبه. انتهت عداوة الاسطورتان الكنتديتان ايدج وجيركو بفوز ايدج في مهرجان
Extreme Rules.بعدها تم نقل جيركو في عرض الDraft 2010 إلى عرض الراو،
بعدها بدأ يكون فريقاً مع ذا ميز وتحدوا فريق The Hart Dynasty
لكنهم فشلوا في الفوز عليهم في مهرجان Over the Limit . بعد شهر خسر جيركو لإيفان بورن في مهرجان WWE Fatal 4-Way.
وفي اليوم التالي في عرض الراو وضع جيركو مسيرته على المحك ضد بورن ولكنه فاز بالمباراة. في عرض الراو بتاريخ 19 يوليو
اتحد جيركو مع سينا وفريقه ليهاجموا فريق نيكسس. بعدها لعب مع فريق سينا المكون منه وسينا وايدج ودانيال براين وبريت هارت
وار تروث وجون موريسون ضد ذا نكسس وفاز فريق سينا بالمباراة. بعدها لعب جيركو في مهرجان (Night of Champions (2010
في مباراة مكونة من 6 رجال على لقب الWWE ولكنه فشل بالفوز باللقب. ومن ثم في عرض الراو بتاريخ 27
سبتمبر قام راندي اورتن بركل جيركو على رأسه (Running punt kick) وتم حمل جيركو على نقالة ولم يظهر مجدداً في العروض.

#### العودة من جديد للـ Raw في 2012 وعداوة مع سي أم بانك ودولف زيغلر

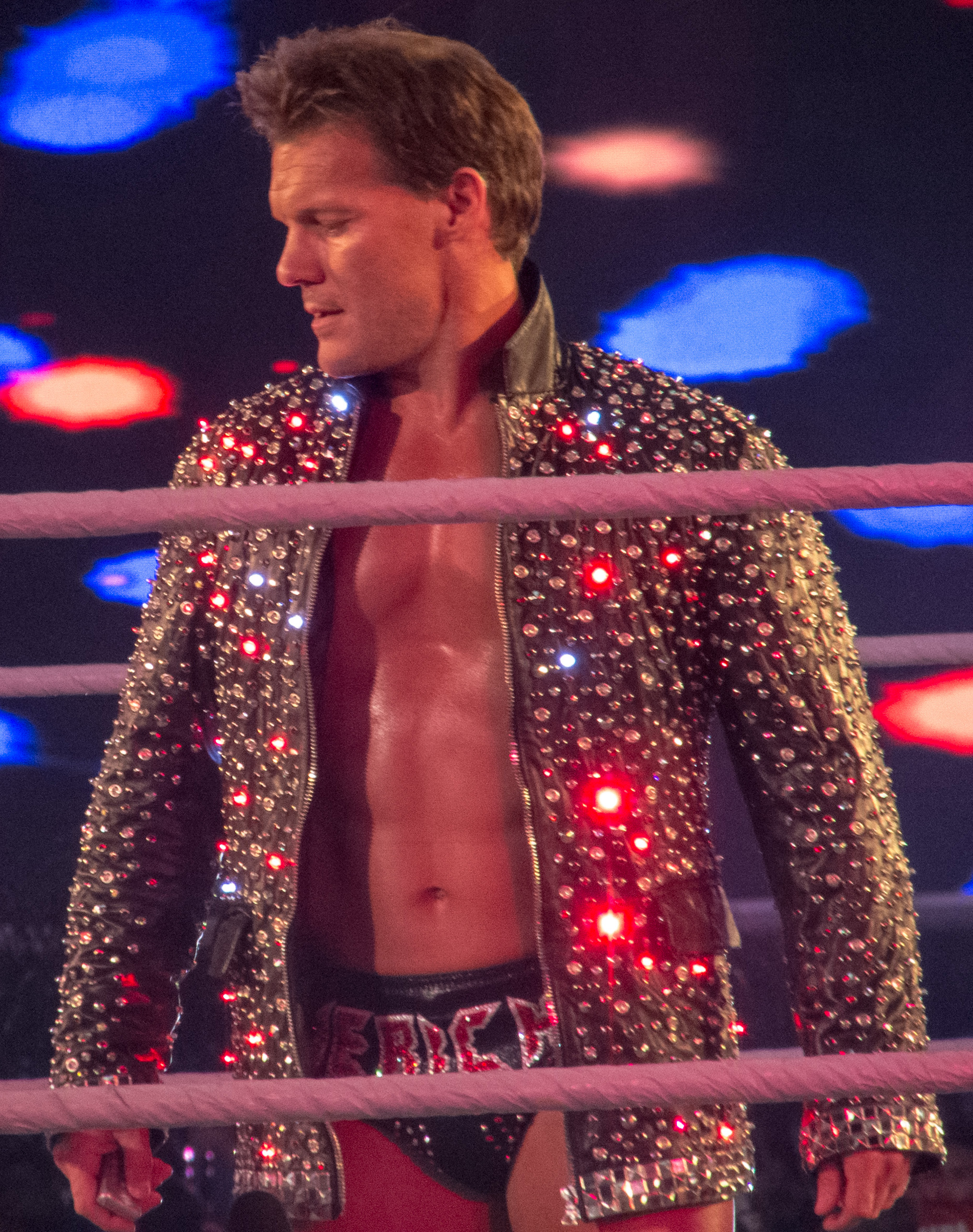
جيركو في رسلمينيا 28

عاد الأسطورة كريس جيريكو مرة أخرى لـ WWE بتاريخ 2-1-2012. وكان صاحب البرومو الغامض ورجع ولكن لم يتكلم ولا كلمة وكان يقوم بتصرفات غريبة. حتى تدخل في مباراة سي ام بانك ضد دانيال براين وقام بعمل Codebreaker على سي ام بانك. وبدأت العداوة على لقب Who is The Best In The World ؟. خاض رويل رامبل 2012 وخسرها ثم لعب اليمينيشن شامبر وخرج بسبب اصابة سببها cmpunkوخاض مباراة تصفية في rawلتحديد المتنافس علي لقبwwe champion الذي يحملةcm punk في رسلمانيا وبدا جريكو حرب نفسية ضد punk وبدا يذكر تاريخ والدة المدمن علي الكحول ولم ينكر بانك ولكن اكد انة تعافي ويذكر ان بانك لا يشرب كحول أو مخدرات وذكر الن اختة مدمنة مخدرات وان والدتة ساقطة وهذة الافعال استفزت punk ولعبوا مباراة في رسلمانيا وكانت مباراة قوية وفاز بها بانك باستسلام جيركو ولعبوا مباراة عودة في اكستريم رولز وانتصر بانك بالتثبيت وانتهت العداوة وهناك تكهنات برحيل جيركو مجددا وللابد في أغسطس
وعاد بعدها جيركو ولعب مباراة تاج تيم مع البرتو ديل ريو وضد شايمس وراندي اورتن وفاز فريق جيركو والبرتو بعد تنفيذه بروج كيك على راندي بدون قصد ونفذ جيركو كودبريكر على شايمس وعد 1 2 3 وبعد النزال نفز راندي rko على شايمس واراد جيركو مباراة على الحزام مكان البيرتو ورد البيرتو دي مباراتي وتشاجر الاثنان بعد دخول راندي وشايمس وبعدها تم إعلان قرار بمباراة رباعية في over the limint وبعدها لعبت مباراة إعادة بينهم وفاز فريق شايمس وراندي بعد RKO وبروج كيك بعد المباراة ولعبت مباراة البطولة وكان جيركو والبيرتو متحدين ضدهم حتى تشاجر الاثنان وبعدها قام شايمس بعمل سيلكت كروس وعد 1 2 3 واحتفظ بالحزام وبعد أيام خسر مع دولف زيغلر وألبيرتو ديل ريو ضد ري ميستيريو العائد لعرض الرو وسين كارا وشايموس وذلك بعد خيانة دولف زيغلر له وعمل شايمس بروج كيك له 123 وبعد أسبوع هاجم دولف زيجلر ليغير شخصييته إلى محبوب ويتغلب عليه بحركة لايون تايمر في عرض سامرسلام 2012

## عودة جيريكو مرة أخرى 2013
عاد جيريكو في رويال رمبل 2013 حاملا الرقم 2 لكنه أقصي من طرف دولف زيغلر وبعدها في 11 فبراير منراو فاز على دانيال برايان وتأهل إلى مباراة إليمينيشن شامبر لتحديد المنافس الأول على بطولة العالم لكنه أقصي من طرف راندي أورتن وفي الغد خسر رفقة شيموس ورايباك أمام فريق الدرع (كلاب العدالة) وفي 11 مارس دعا ذا ميز في هايت لايت ربل لكن بطل القاراتباد نيوز باريت تدخل وأجريت مباراة بين جيريكو وميز والفائز يواجه باريت بطل القارات ولكن باريت تدخل مجددا ولعبوا مباراة ثلاثية لكنه خسر.
و بعدها دخل في عداوة مع فاندانغو ودولف زيغلر وبيج إي وخسر أمام الأول في راسلمينيا 29 وخسر أمام زيغلر في سماكداون التالي ثم دخل وحطم فاندانغو في راو وهزمه في إكستريم رولز وخسر أمام سي ام بونك في بايباك وأمام كورتيس اكسل على حزام القارات وبعدها أعلن جيريكو أنه لن يواصل مع دبليو دبليو إي

## العودة مرة أخرى والعروض المحلية 2014 - 2015
في 30 جوان 2014 عاد ولعب أمام ميز ودخل في عداوة مع براي وايت فاز في باتل غرواند وخسر في سمرسلام لصالح وايت وفي مباراة العودة في راو 8 سبتمبر 2014 خسر جيركو مباراة قفص مع براي واصيب بعدها. وعاد مرة أخرى في راو 15 ديسمبر 2014 ولعب امام بول هيمان لكن تدخل ليسنر وافسد المباراة. ثم بدأ في لعب مباريات غير متلفزة في العروض المحلية ابرزها عرض الوحش في الشرق امام نيفيل وMSG ضد اوينز وعاد إلى العروض الرئيسية في ليلة الابطال 20 سبتمبر 2015 وكان هو المصارع المجهول المنظم لفريق رينز وامبروز ضد الوايت فاميلي وخسر المباراة بعد اخصاعه امام برون سترومان وقد القي اللوم عليه بعد خسارة المباراة.

## 2016
في 4 جانفي 2016 تدخل جيريكو في احتفال نيو داي وأعلن أنه مشارك في مباراة رويال رامبل

## حياته الشخصية خارج حلبة المصارعة
كريس جريكو هو مغني روك شهير ولديه فرقة اسمها (Fozzy)ولهاأكثر من 37 أغنية معظمها اشتريت من طرف اتحاد المصارعة كأغان رسمية لعروضها الشهرية، وقد ألف كريس جريكو كتاب عن رحلته في عالم المصارعة وقد نزل هذا الكتاب في الاسواق سنة 2009.كما مثل في أكثر من مسلسل وفلم تلفزيوني، كان آخرها فلم مغروبر سنة 2010.

## في المصارعة
البطولات والإنجازات 
- - أغنية الدخول إلى الحلبة (Break The Walls)
  - أتحاد Canadian Rocky Mountain Wrestling

اتحاد اللونشوا للوزن العريض مرتين
- CRMW Heavyweight Championship (مرة واحدة)
- CRMW North American Tag Team Championship (مرتان) - مع لانس ستورم
  - أتحاد Consejo Mundial de Lucha Libre
- NWA World Middleweight Championship (مرة واحدة)
  - أتحاد Extreme Championship Wrestling
- ECW World Television Championship (مرة واحدة)
  - Pro Wrestling Illustrated
- PWI Comeback of the Year (عام 2008)
- PWI Feud of the Year (عام 2008) ضد شون مايكلز
- PWI Most Hated Wrestler of the Year (أعوام 2002، 2008)
- PWI ranked him #2 of the 500 best singles wrestlers in the PWI 500 (عام 2009)
  - أتحاد World Championship Wrestling
- WCW Cruiserweight Championship (ثلاث مرات)
- WCW World Television Championship (مرة واحدة)
  - أتحاد دبليو دبليو اف + دبليو دبليو أي
- بطولة العالم للوزن الثقيل (ستة مرات، إلى الآن)
- WWF European Championship (مرة واحدة)
- بطولة دبليو دبليو اف [أي] للهاردكور (مرة واحدة)
- بطولة دبليو دبليو أي للقارات (تسع مرات)
- بطولة دبليو دبليو أي تاج تيم (مرتين) - مع إيدج/بيج شو
- بطولة العالم الزوجية للفرق (أربع مرات) - مع كريس بنوا (1) ذا روك (1) كريستيان (1) إيدج/بيج شو (1)
- جائزة السلامي سوبر ستار عام (2008)
- جائزة السلامي لأفضل فريق زوجي عام (2009) - مع البيج شو
  - أتحاد Wrestle Association "R"
- WAR International Junior Heavyweight Championship (مرة واحدة)
- WAR International Junior Heavyweight Tag Team Championship (مرة واحدة) - مع GEDO
  - أتحاد World Wrestling Association
- WWA World Tag Team Championship (مرة واحدة) - مع El Dandy
  - Wrestling Observer Newsletter
- Best on Interviews (2003، 2008، 2009)
- Feud of the Year (2008) ضد شون مايكلز
- Match of the Year (2008) ضد شون مايكلز في مباراة السلالم في مهرجان النو ميرسي 2008
- Most Underrated Wrestler (1999، 2000)
- Readers' Favorite Wrestler (1999)
- Wrestler of the Year (2008، 2009)

## الحركات والالقاب
حركات قاضية
- كودبريكر (Codebreaker)
  - سوبليكس (Suplex)
  - ركلة إلى مؤخرة الرأس (Enzuguiri)
  - ركلة هوائية (Dropkick)
  - لاين سولت (Line Soualt)
  - جدران جريكو (اخضاع) (Walls Of Jericho)
  - اسكوب سلام (Scoop Slam)

الألقاب
- - Y2J (واي تو جاي)
  - Lionheart (قلب الأسد)

## وصلات خارجية
- كريس جيريكو على موقع IMDb (الإنجليزية)
- كريس جيريكو على موقع ألو سيني (الفرنسية)
- كريس جيريكو على موقع ميوزك برينز (الإنجليزية)
- كريس جيريكو على موقع إن إن دي بي (الإنجليزية)
- كريس جيريكو على موقع ديسكوغز (الإنجليزية)
- كريس جيريكو على موقع قاعدة بيانات الفيلم (الإنجليزية)
- كريس جيريكو على موقع دبليو دبليو إي (الإنجليزية)
- كريس جيريكو على موقع WrestlingData.com (الإنجليزية)
- كريس جيريكو على موقع CageMatch worker (الإنجليزية)
- كريس جيريكو على موقع قاعدة بيانات المصارعة على الإنترنت (الإنجليزية)
- كريس جيريكو على موقع عالم المصارعة على الإنترنت (الإنجليزية)
- كريس جيريكو على موقع عالم المصارعة على الإنترنت (الإنجليزية)